# クレオパトラ4世
クレオパトラ4世（Κλεοπάτρα Δ'、? - 紀元前112年）は、古代エジプト、プトレマイオス朝のファラオ・女王（在位：紀元前116年 - 紀元前115年）。父はプトレマイオス8世フュスコン、母はクレオパトラ3世。プトレマイオス9世ラテュロスの姉妹・妻。その後、シリア王アンティオコス9世キュジケノスの妻となる。

## 生涯
紀元前116年、兄弟のプトレマイオス9世ラテュロスと結婚し、母クレオパトラ3世と共に共同統治者となった。しかし、翌年には母に追放され、ラテュロスの配偶者に姉妹のクレオパトラ5世セレネが擁立された。
クレオパトラ4世はキプロス島へ逃れて挙兵し、シリア王に名乗りをあげたアンティオコス9世キュジケノスと結婚した。キュジケノスとクレオパトラ4世はアンティオキアを占領し、王位を奪取したが、キュジケノスのライバル・アンティオコス8世グリュポスはキュジケノスを撃破してアンティオキアを奪回し、クレオパトラ4世は捕らえられて処刑された（紀元前112年）。この際、グリュポスの妻でクレオパトラ4世の姉妹であるクレオパトラ・トリュファイナが、夫に彼女の処刑を要求したと伝えられる（トリュファイナ自身も翌年、キュジケノスに捕らえられて処刑された）。
クレオパトラ4世とキュジケノスの子がアンティオコス10世エウセベスであり、エウセベスはクレオパトラ5世セレネと後に結婚した（紀元前95年）。